# Danh sách nhân vật trong Star Wars Rebels
Dưới đây là danh sách các nhân vật xuất hiện trong chương trình truyền hình Star Wars Rebels.

## Phi hành đoàn tàuGhost

### Ezra Bridger
Ezra Bridger (lồng tiếng bởi Taylor Gray) là một cậu bé 15 tuổi loài người, một kẻ móc túi và trẻ bụi đời có khả năng Thần lực sống trên hành tinh Lothal. Tập phim "Empire Day" cho thấy cậu được sinh ra cùng ngày khi Hoàng đế Palpatine thành lập Đế chế Thiên hà. Vào Season 1, động lực chính của cậu là tìm cha mẹ. Trong tập đầu tiên, Jedi padawan Kanan Jarrus quyết định chọn cậu làm người học việc của mình. Trong tập phim "Path of the Jedi", Ezra chính thức trở thành Jedi, giọng nói của Yoda đã giúp cậu tìm được một viên pha lê Kyber để tạo ra thanh kiếm ánh sáng đầu tiên của mình. Trong tập phim "Legacy", Ezra phát hiện ra rằng cha mẹ mình đã bị giết trong một cuộc nổi dậy ở nhà tù Đế Chế. Trong "Shroud of Darkness", Kanan sợ rằng Ezra có thể quay về mặt tối. Điều đó xảy ra một phần khi Maul đưa cậu gần hơn với bóng tối trong "Twilight of the Apprentice" và trong những tập tiếp theo, hắn gọi cậu là học trò. Kiếm ánh sáng đầu tiên của cậu ta bị phá hủy bởi Darth Vader. Trong tập đầu mùa 3, "Steps Into Shadow", Ezra thay thế nó bằng một thanh kiếm ánh sáng màu xanh lá. Trong cùng tập phim, Ezra được thăng cấp thành Tư lệnh của Phi đội Phoenix, và cũng đảm nhận vai trò lãnh đạo thường trực của phi hành đoàn tàu Ghost, do đôi mắt mù của Kanan khiến anh không thể đảm nhận vai trò này. Tuy nhiên, do sự lãnh đạo liều lĩnh vào thời điểm đó, cậu bị đình chỉ lệnh cho đến khi có thông báo mới. Các tập phim "Shroud of Darkness", "Holocrons of Fate" và "Twin Suns" cho thấy động lực chính của Ezra trong mùa thứ ba, "tìm chìa khóa để phá hủy người Sith". Trong tập cuối Season 3, khi chỉ huy đội hình trong trận chiến với đội tàu của Thrawn, Ezra được thăng chức lại thành Trung sĩ. Ezra sau này cũng chính là người chỉ huy phe Nổi dậy và nhân dân Lothal trong chiến dịch kháng chiến chống lại Đế chế, giải phóng Lothal. Số phận của Ezra sau trận chiến cuối cùng với hạm đội của Đại Đô đốc Thrawn vẫn chưa rõ.

### Sabine Wren
Sabine Wren (lồng tiếng bởi Tiya Sircar) là một họa sĩ Graffiti, chuyên gia vũ khí và chất nổ và là một học viên đào thải của Đế Chế 16 tuổi người Mandalore. Trong tập "The Protector Concord Dawn", cô được tiết lộ là đến từ Nhà Vizsla, do đó cô có liên quan đến Death Watch, một nhóm khủng bố Mandalorian trong chương trình The Clone Wars. Tập phim "Imperial Super Commandos" tiết lộ mẹ cô, Ursa Wren, đứng về phía đế chế. Tập phim "The Antilles Extraction" tiết lộ cô là người đã trợ giúp cho Wedge Antilles đào thoát khỏi Đế Chế và tham gia cuộc nổi dậy. Trong tập "Visions and Voices", Sabine lấy được Thanh gướm Bóng tối, một vũ khí được sử dụng bởi Death Watch và của Darth Maul trong cuộc chiến Vô tính. Trong "Trial Of The Darksaber", quá khứ của Sabine được tiết lộ. Trong tập tiếp theo, Sabine quyết định ở lại với gia đình để giúp người Mandalore chống lại Đế Chế.

### Kanan Jarrus
Kanan Jarrus (lồng tiếng bởi Freddie Prinze, Jr.), tên thật là Caleb Dume, một trong những Jedi cuối cùng sống sót sau sắc lênh 66 thanh trừng Jedi, là thầy của Ezra, lãnh đạo nhóm Bóng ma. Ông bị mù do Maul dùng gươm ánh sáng đánh vào mắt ông. Sau một thời gian xa lánh, ông tiếp tục chiến đấu nhờ vào Bendu.
Trong tập 10 mùa 4 ông đã hi sinh để bảo vệ Hera khỏi một vụ nổ của Đế chế, tuy nhiên trước khi chết mắt ông tự nhiên sáng lại và thỏa mãn mong ước nhìn thấy được Hera lần cuối.
Sau đó nhân dịp vào đền thờ Jedi, Ezra gặp lại Ahsoka và cũng muốn cứu Kanan trong quá khứ, nhưng Ahsoka đã khuyên Ezra không nên làm như vậy.

### Hera Syndulla
Hera Syndulla (lồng tiếng bởi Vanessa Marshall) là một người Twi'lek, được giới thiệu là phi công của phi hành đoàn tàu Ghost và chủ nhân của con tàu. Cô là con của thủ lĩnh nổi dậy ở khu vực Ryloth, Cham Syndulla. Cô và Kannan có một mối quan hệ bền chặt.
Cô được giới thiệu là phi công kiêm thủ lĩnh của nhóm Ghost. Giám đốc sản xuất Dave Filoni miêu tả cô là "người có ý chí, kiểu như là trái tim của cả nhóm, cô giúp cho cả nhóm đoàn kết lại khi họ bị chia rẽ." Venessa Marshall nói rằng cô là một người "ấm áp và thấu hiểu". Kilian Plunkett nói cô là "người rất thực tế, nghiêm túc, không quan tâm vào những thứ ngốc nghếch." Cái tên Hera dựa theo tên nữ thần Hera của người Hy Lạp,  Simon Kinberg và Dave Filoni muốn cái tên của cô có thêm ý nghĩa khi cô tham gia vào cuộc nổi dậy.
Cô xuất hiện trong cuốn tiểu thuyết Star Wars: A New Dawn của  John Jackson Miller.

### Garazeb Orellios
Garazeb "Zeb" Orrelios (lồng tiếng bởi Steven Blum), một Hộ vệ người Lasat, loài của anh bị tuyệt diệt sau khi Đế Chế chiếm hành tinh của anh.

### Chopper "C1-10P"
Chopper "C1-10P" là một người máy ở trên tàu Bóng ma, được Hera chế tạo lại. Nó rất quan trọng trong việc lưu trữ và xử lí dữ liệu. Nó được chế tạo theo hình mẫu của người máy R2-D2.

### Thuyền trưởng CT-7567 "Rex"
CT-7567 "Rex" là một người lính vô tính phục vụ cho quân đội Cộng hòa cũ trước đây và đã ở ẩn tại Seelos cho đến khi nhóm Bóng ma đến mời ông tham gia phe Nổi dậy theo lời của Ahsoka. Sau khi chiến đấu với Đế chế, ông đã theo phe Nổi dậy, tham gia nhóm Bóng ma và gặp lại Ahsoka.

## Nhân vật phụ

### Quân Nổi dậy

#### Các nghị sĩ
- Mon Mothma (lồng tiếng bởi Genevieve O'Reilly) là thượng nghị sĩ ở Chandrilla, đã phát biểu chống lại Palpatine, ủng hộ quân Nổi dậy. Bà phải nhờ quân Nổi dậy, nhóm Bóng ma hộ tống đến Dantooine và tránh Đế chế. Tại đó bà kêu gọi các tổ chức Nổi dậy và thành lập Liên minh phục hồi nền Cộng hòa. Trong tập "Zero Hour", Ezra hỏi bà để nhờ chi viện trong trận chiến Atollon, nhưng bà trả lời rằng không thể làm vậy vì rất nguy hiểm.
- Bail Organa (lồng tiếng bởi Phil LaMarr) là thượng nghị sĩ ở Alderaan, là chủ nhân của hai tên người máy R2-D2 và C-3PO, cha nuôi của công chúa Leia Organa, và là một trong những lãnh đạo đầu tiên của quân Nổi dậy.

#### Ba người lính vô tính ở Seelos
- Thuyền trưởng CT-7567 "Rex"
- Thuyền trưởng Wolffe/CC-3636 là bạn đồng hành của Rex, đã ở ẩn tại Seelos cùng Rex.
- Thuyền trưởng Gregor/CC5576-39 cũng là bạn đồng hành của Rẽ và Wolffe. Sau khi Rex tham gia phe Nổi dậy, Gregor và Wolffe không đi theo mà ở lại Seelos. Tất cả ba người lính vô tính được lồng tiếng bởi Dee Bradley Baker.

#### Chỉ huy Sato
Chỉ huy Sato là chỉ huy trưởng của quân Nổi dậy, lãnh đạo phi đội Phượng hoàng. Ông đã hi sinh anh dũng trong trận Atollon để bảo vệ các tàu Nổi dậy khác.

#### AP-5
AP-5 là một người máy cũ của Đế chế nhưng sau đó lại tham gia vào phe Nổi dậy với Chopper, được giao nhiệm vụ tìm kiếm thông tin và phiên dịch.

#### Quarrie
Quarrie là một người thợ cơ khí loài Mon Calamari đã chế tạo ra phi cơ chiến đấu B-Wing, đã cho Hera lái thử.

#### Zare Leonis
Zare Leonis là một lính thực tập của Đế chế, từng liên lạc với Ezra ở Lothal, anh ta có một người chị nhạy cảm với Thần lực đang bị mất tích. Dù đang làm cho Đế chế nhưng anh vẫn luôn ủng hộ nhóm Ghost và phe Nổi dậy.

#### Phi đội Sắt
Phi đội Sắt (Iron Squadron) là phi đội nổi dậy gồm 3 thành viên trẻ tuổi là Mart Martin, Jonner Jin và Gooti Terez cùng với 1 người máy là R3-A3. Đội được thành lập bởi người cha quá cố của Mart, cũng là anh trai của chỉ huy Sato. Trong tập phim cùng tên, phi đội bị vây hãm bởi quân của Thrawn và đã được các thành viên nhóm Bóng ma tới giúp. Phi đội Sắt cũng giúp đỡ Ezra trong nhiệm vụ cuối cùng, giải phóng Lothal khỏi Đế chế.

### Đế chế Thiên hà

#### Hoàng đế Palpatine
Hoàng đế độc ác Palpatine (lồng tiếng bởi Samuel Witwer) là hoàng đế của Đế chế Thiên hà, là chúa tể Sith và là thầy thứ hai của Darth Vader. Sau khi biết tin Ahsoka Tano còn sống, hắn đã cử học trò đi để bắt và lấy thông tin của những Jedi còn sống. Khi Ezra đến một chiều không gian trong thần lực và cứu được Ahsoka, trong tập 13 mùa 4, Palpatine xuất hiện và tấn công họ nhưng cuối cùng lại để họ chạy thoát được. Palpatine sau đó trở lại trong tập cuối cùng của series, sau khi Thrawn dẫn Ezra tới diện kiến, hắn ta lợi dụng tình cảm của Ezra đối với cha mẹ, dẫn Ezra vào ảo ảnh để dụ Ezra vào mặt tối và từ bỏ việc kháng chiến. Tuy nhiên cuối cùng anh đã không dễ dàng bị mê hoặc và tiếp tục trung thành với sự nghiệp giải phóng quê hương mình. Palpatine nổi giận và phái đám hộ vệ tới bắt Ezra, nhưng anh đánh lại được bằng thần lực và chạy thoát.

#### Darth Vader
Darth Vader (lồng tiếng bởi James Earl Jones) (tên thật: Anakin Skywalker) là chỉ huy quân đội Đế Chế và là một Jedi bị sa ngã vào Mặt tối. Sau khi phiến quân tấn công con tàu trên hành tinh Mustafar, Darth Vader được cử đến Lothal để đối phó với phiến quân. Trong những tập tiếp theo cho thấy hắn là sư phụ của lũ phán quan và ở tập cuối mùa 2, hắn đã có trận đấu định mệnh với  Ahsoka Tano và bị đệ tử cũ của hắn làm rơi 1 mảnh mặt nạ của hắn ở Malachor

#### Đặc vụ Kallus
Đặc vụ Alexsandr Kallus (lồng tiếng bởi David Oyelowo) là một cảnh sát tài ba được phe Đế chế gửi đến để ngăn chặn nhóm nổi loạn. Anh thường được phái đi cùng với một nhóm lính Stormtrooper. Ở mùa 3, anh bí mật giúp quân phản loạn trốn thoát và tiết lộ mình là đặc vụ Fulcrum. Sau đó ở trong tập "Zero Hour", danh tính và ý định giúp phe Nổi dậy của anh bị Thrawn phát hiện và đã bị bắt. Nhưng sau đó giữa trận chiến Atollon, anh đã trốn thoát bằng khoang cứu hộ và được tàu Bóng ma cứu. Sau đó anh ta đã tham gia vào phe Nổi dậy. Anh ta cuối cùng đến sống cùng với Zeb ở hành tinh quê hương của người Lasat.

#### Đại đô đốc Thrawn
Đại đô đốc Thrawn (lồng tiếng bởi Lars Mikkelsen) là một quan chức cấp cao trong quân đội Đế chế và là một trong số ít là quan chức không phải là loài người của Đế chế, thuộc loài Chiss có đặc điểm là da và tóc xanh và mắt đỏ. Ông ta đặc biệt có sở thích về hội họa và cho rằng sự hiểu biết về triết học, nghệ thuật và tư tưởng chính trị của kẻ thù sẽ giúp ông đánh bại họ. Tên thật của ông là Mitth'raw'nuruodo.
Cùng với đám quân Đế chế còn lại, Thrawn đã thất bại nặng nề trong trận chiến cuối cùng ở Lothal. Số phận của Thrawn và Ezra vẫn còn là một ẩn số.

#### Thống đốc Arihnda Pryce
Thống đốc Pryce (lồng tiếng bởi Mary Elizabeth McGlynn) là thống đốc của hành tinh Lothal. Bà ta là thân tín của Thrawn và hay xuất hiện với Thrawn trong các nhiệm vụ ngăn chặn phiến quân.

#### Rukh
Là tên sát thủ bí mật của Đại đô đốc Thrawn, có khả năng đánh hơi và chạy nhanh, phái để theo dấu phe Nổi loạn và trong tập "Rebel Assault" đã nhận nhiệm vụ bắt Hera. Hắn cũng có thiết bị cho khả năng tàng hình, nhưng cuối cùng cũng bị đánh bại bởi Zeb và Sabine. Hắn bị mắc kẹt trong hệ thống năng lượng khi cố ngăn cản Zeb và quân Nổi loạn và cuối cùng tử trận ở trung tâm điều khiển của Đế chế khi hệ thống được kích hoạt.

#### Thủ tướng Maketh Tua
Maketh Tua (lồng tiếng bởi Kath Soucie) là một người Lothal và làm việc cho Đế chế với chức Thủ tướng, thay mặt Thống đốc Pryce phụ trách chính quyền trên Lothal khi bà vắng mặt vì nhiệm vụ ở hành tinh Coruscant. Cô ta đã bị giết chết trong khi cố chạy thoát khỏi Đế chế khi nhóm phiến quân trở lại Lothal, theo lệnh của Darth Vader.

#### Grand Moff Tarkin
Grand Moff Tarkin (lồng tiếng bởi Stephen Stanton) là Thống đốc của Đế Chế ở vùng Vành đai Ngoài, bao gồm cả Lothal. Khi Đặc vụ Kallus và Đại Phán Quan không thể kiểm soát được nhóm của Kanan, ông đến Lothal để chỉ đạo đối phó với nhóm Bóng Ma. Sau khi Đại Phán Quan chết, ông đưa Darth Vader đến Lothal. Trong mùa 3, ông đã hỏi thống đốc Pryce về cách để ngăn chặn nhóm phiến quân. Pryce trả lời rằng giải pháp chính là cử Đại đô đốc Thrawn - "một người có thể nhìn một bức tranh toàn cảnh hơn."

#### Đô đốc Kassius Konstantine
Đô đốc Kassius Konstantine (lồng tiếng bởi Dee Bradley Baker) là một viên sĩ quan của Quân đội Đế chế, nhận nhiệm vụ chặn các con tàu Nổi dậy và trong mùa 2, đảm nhiệm việc truy lùng phe Nổi dậy với Vader và các Phán quan. Trong mùa 3, ông tiếp tục nhiệm vụ với Thống đốc Pryce và Thrawn. Trong tập cuối cùng của mùa 3, "Zero Hour", giữa trận chiến trên Atollon, ông đã bất tuân lệnh Thrawn và chỉ huy tàu của mình khỏi đội hình của Thrawn. Chỉ huy Sato của quân Nổi dậy đã lái thẳng tàu của ông và đâm vào tàu của Konstantine. Cả hai con tàu phát nổ, giết chết cả Konstantine và Sato.

#### Đại tá Wullf Yularen
Đại tá Wullf Yularen (lồng tiếng bởi Tom Kane) là viên đại tá cấp cao của Đế chế được Đại đô đốc Thrawn mời tới trong khi truy tìm gián điệp cho quân Nổi dậy là Fulcrum trong tập "Through Imperial Eyes". Kallus là học trò giỏi nhất của ông khi còn học tại Học viện Đế chế, nhưng cũng lại là gián điệp Fulcrum. Ở cuối tập này Thrawn và Yularen đã phát hiện ra điều đó.

#### Gar Saxon
Gar Saxon (lồng tiếng bởi Ray Stevenson) là một tên Siêu chỉ huy Đế chế tại hành tinh Mandalore và cũng là Thống đốc tại đây, đã chạm trán Ezra và Sabine khi họ đến Concord Dawn. Trong tập "Legacy of Mandalore" hắn đã lấy trộm thanh kiếm bóng tối từ tay Sabine Wren và đã giao chiến với cô. Cuối cùng, sau trận đấu, hắn bị bà mẹ của Sabine là Ursa Wren bắn vào ngực mà chết.

#### Hội Phán quan
- The Grand Inquisitor (Đại Phán quan) (lồng tiếng bởi Jason Issac) là một tên điều tra viên có nhiệm vụ tiêu diệt nhóm Bóng Ma, nhất là Kanan; từng là một Jedi nhưng đã sa ngã. Hắn đã chết trong tập cuối cùng của mùa 1 khi quyết đấu với Kanan. Ở tập "Shroud ôf Darkness" linh hồn của hắn được Yoda triệu hồi trong đền thờ mà Kanan, Ezra và Ashoka đang đến. Hắn xuất hiện dưới dạng một vị thần bảo vệ đền trong bộ áo giáp. Kanan gặp vị thần mà không biết đó chính là linh hồn tên phán quan, sau đó anh đấu kiếm với thần. Khi hai tên phán quan khác đột nhập vào vị thần cùng quân của ông đã chặn chân chúng trong khi Kanan, Ezra và Ashoka chạy thoát khỏi ngôi đền.
- Seventh Sister (Lồng tiếng bởi Sarah Michelle Gellar) là một Phán quan Mirilian nữ đeo mặt nạ bằng sắt có nhiệm vụ tìm và tiêu diệt Ahsoka Tano cùng với phi đội Phượng Hoàng, là cộng sự của Fifth Brother. Xuất hiện lần đầu trong tập "Always Two There Are", và lần cuối trong tập "Twilight of the Apprentice". Cô ta cũng bị giết bởi Darth Maul trước mặt Ezra.
- The Fifth Brother (lồng tiếng bởi Philip Anthony-Rodriguez) là phán quan thuộc loài không xác định và là cộng sự của Seventh Sister. Sau "The Siege of Lothal", hắn được cử tới để săn phiến quân trên Lothal. Trong lần xuất hiện đầu tiên trong tập "Relics of the Old Republic", hắn tỏ ra có thái độ khinh thường các quan chức cấp cao của Để chế. Trong  "Twilight of the Apprentice", hắn cùng Seventh Sister và Eighth Brother chiến đấu với Ezra, Kanan, và Ahsoka trên Malachor. Cuối cùng, hắn bị giết bởi Darth Maul trước mặt Kanan và Ahsoka.
- The Eighth Brother (lồng tiếng bởi Robbie Daymond) là phán quan loài Terellian Jango Jumper theo dấu Maul tới hành tinh Malachor. Sau khi chiến đấu với Kanan va Ahsoka, hắn bị bắt và có ý định trốn thoát bằng cách liên lạc với 2 phán quan còn lại. Sau đó cả ba phán quan bị đẩy lùi khi Maul gia nhập cuộc chiến với những Jedi. Cuối cùng trong nỗ lực tẩu thoát khỏi ngôi đền Sith, hắn đã rơi và chết khi bay do Kanan làm hỏng kiếm.

#### Nhân vật khác
- Thượng Nghị sĩ Gall Trayvis là một Nghị sĩ của Nền Cộng Hoà cũ, người biết tin tức về bố mẹ của Ezra. Trong tập "Vision of Hope", bộ phim tiết lộ rằng ông ta đã theo phe Đế Chế và có ý định gài bẫy nhóm Bóng Ma.
- Chỉ huy Aresko và Chỉ huy Grynt là hai viên chức của Đế chế được giao nhiệm vụ truy đuổi nhóm phiến quân. Sau hàng loạt thất bại trong việc bắt nhóm phiến quân, họ bị Đại Phán quan hành hình, chém đầu theo lệnh của Grand Moff Tarkin.
- Chỉ huy Brom Titus là một Đô đốc làm việc trên một con tàu Star Destroyer mới triển khai của Đế chế trong Mùa 2. Con tàu của Titus đã bị quân Nổi dậy tiêu diệt. Trong tập "Steps into Shadow" anh ta bị giáng chức xuống làm tại căn cứ phế liệu Reklam. Sau đó anh xuất hiện cùng với Brunson và Slavin trong "Through Imperial Eyes". Cuối cùng, trong tập 3 mùa 4 Saw Gerrera phá cột tín hiệu làm nổ tàu của Brom và anh ta chết.
- Thuyền trưởng Brunson là một nữ sĩ quan của Đế chế, cô ta chỉ huy một con tàu Light Cruiser đến hành tinh Geonosis trong tập "Ghosts of Geonosis", phát hiện ra nhóm Bóng ma đang làm một nhiệm vụ ở đây. Cô ta đã phái các tàu chiến và lính nhảy dù xuống để bắt họ và được thăng chức nhưng đã thất bại, tàu của cô bị hủy diệt. Trong tập "Through Imperial Eyes", cô ta lại xuất hiện với Chỉ huy Brom Titus và Thuyền trưởng Slavin lúc đó đang được hộ tống khỏi một con tàu.
- Thuyền trưởng Slavin là một sĩ quan của Đế chế ở hành tinh Ryloth, phục vụ cho Đại đô đốc Thrawn. Trong tập 4 mùa thứ 4, Saw Gerrera bắn vào tinh thể Kyber trên tàu của Slavin, làm phát nổ và giết chết ông ta cùng với đoàn.
- LT-319 (hay "The Controller" - Người điều khiển) là một tên lính liên lạc trên con tàu thông tin của Đế chế, phục vụ cho Đại đô đốc Thrawn; trong tập "Double Agent Droid". Khi các người máy Chopper, AP-5 và Wedge Antilles đến căn cứ Killun, hắn đã tái lập trình Chopper và tìm những dữ liệu về căn cứ của quân Nổi dậy. Hắn và phi hành đoàn đã điều khiển Chopper chống lại chính nhóm của mình. Khi âm mưu bị bại lộ, Hera đã tắt Chopper và phóng một luồng điện đến tàu hắn, làm hệ thống quá tải và cả tàu nổ tung.
- Baron Valen Rudor là một phi công lái phi cơ TIE của Đế Chế, đã gặp Ezra sau khi phi cơ bị bắn hạ. Ezra đã lừa và lấy trộm đuọc mũ bảo hiểm của tên này.
- Yogar Lyste là một Trung úy của Quân đội Đế chế, phụ trách việc hậu cần ở Lothal. Trong mùa 3 anh ta làm việc với Thrawn và Kallus đổ lỗi cho việc làm gián điệp cho quân Nổi dậy.
- Veris Hydan là một học giả về Jedi, Sith và thần lực của Đế chế, thủ tướng và cũng là cố vấn của Hoàng đế Palpatine, được phái đi kiểm tra đến thờ Jedi tại Lothal khi nhóm Bóng ma cố trà trộn vào đây dưới sự kiểm soát chặt chẽ của Đế chế.
- Vult Skerris là phi công của Đế chế tại Học viện Skystrike, được Thrawn tiến cử và khen là "phi công giỏi nhất của Đế chế". Hắn đã phát hiện Sabine Wren cùng Wedge Antilles và Derek "Hobbie" Klivian theo phe Nổi dậy và ngăn họ trốn thoát khỏi Học viện trong tập "The Antilles Extraction". Sau đó trong tập "Secret Cargo", hắn lái phi cơ TIE Defender tối tân và đã hạ được các tàu Y-wing của phe Nổi dậy khi họ có nhiệm vụ hộ tống nghị sĩ Mon Mothma khỏi Đế chế. Hắn bị bắn hạ và chết trong tập "Rebel Assault".
- Alton Kastle là phát ngôn viên tin tức trên truyền hình và mạng của Đế chế.

#### Stormtroopers
Stormtrooper là một nhóm quân đội trên bộ của Đế chế.

### Nhân vật định kì

#### Các băng đảng buôn bán ngầm
- Hondo Ohnaka
- Azmorigan
- Cikatro Vizago
- Lando Calrissian

#### Người Mandalore
- Fenn Rau
- Ketsu Onyo
- Gar Saxon
- Ursa Wren
- Tristan Wren
- Alrich Wren
- Bo-Katan Kryze (do Katee Sackhoff lồng tiếng): là cựu thành viên của nhóm người Mandalore, được biết đến với cái tên Death Watch trong Cuộc chiến tranh vô tính, chống lại lý tưởng của chị gái là Nữ công tước Satine dưới thời Pre Vizsla cho đến khi ông bị Darth Maul chiếm đoạt quyền lực. Một năm sau, khi Maul bị đuổi khỏi Mandalore, Kryze nhanh chóng trở thành Nhiếp chính của Mandalore cho đến khi cô từ chối theo Hoàng đế Palpatine mới được bổ nhiệm dẫn đến việc Clan Saxon được Đế chế trao quyền. Đứng về phía Clan Wren trong cuộc Nội chiến ở vùng duyên hải, tin rằng cô đã mất quyền, cô chấp nhận Darksaber từ Sabine để lãnh đạo người dân của họ một lần nữa là Mandalore sau khi Sabine và người dân của họ thuyết phục cô rằng không có ai có thể làm điều đó tốt hơn.

#### Dân thường
- Alton Kastle
- Ryder Azadi
- Morad Sumar
- Marida Sumar
- Ông già Jho
- Tseebo
- Bố mẹ Ezra (Ephraim Bridger và Mira Bridger)
- Zare Leonis
- Jai Kell

#### Thần lực
- The Presence (Sự có mặt) là một giọng nói phụ nữ bí ẩn từ khối holocron Sith của Maul trao cho Ezra, được cho là của một nữ chúa tể Sith đã xây dựng lên ngôi đền Malachor. Giọng nói trả lời những câu hỏi của Ezra và dụ dỗ cậu theo mặt tối. Kanan sau đó đã đưa khối holocron cho Bendu.
- Bendu: Một sinh vật bí ẩn khổng lồ sống tại Atollon, có khả năng điều khiển thần lực. Kanan hay gặp ông để được chỉ bảo về thần lực và tương lai của Ezra, và đã trao cho ông ta khối holocron Sith chứa "The Presence". Ông có thể biến hình thành đám mây tạo ra sấm sét, đã tấn công Đại đô đốc Thrawn khi Đế chế đổ bộ xuống Atollon. Cuối cùng ông bị hạm đội của Thrawn bắn bị thương. Khi đối mặt với Thrawn, ông có tiên tri về sự thất bại của Thrawn "sẽ bị đánh bại trong một vòng tay lạnh giá". Thrawn bắn Bendu, nhưng ông đã biến mất trong tức khắc, để lại một tiếng cười khinh bỉ. Quả đúng như vậy, sau này khi quyết đấu với Ezra, Thrawn đã bị con Purgill cuốn quanh người và nó kéo cả chiến hạm đi mất.
- Chó sói Lothal là loài sói tại hành tinh Lothal quê hương Ezra, biểu tượng cho thần lực huyền bí tại đây. Ezra trong tập "Flight of the Defender" đã gặp một con sói và giao tiếp bằng thần lực. Các con sói trong tập sau tỏ vẻ rất cảm mến và luôn theo Ezra để bảo vệ cậu ta. Chúng cũng giúp Ezra và đồng đội tại ngôi đền Jedi và đánh bại đội quân của Đế chế ở Lothal.

#### Người máy chiến đấu cũ từ phim The Clone Wars
- Chỉ huy người máy Kalani
- Đội quân lính người máy

#### Khách mời từ các phim Star Wars
- Yoda
- Công chúa Leia
- Obi-Wan Kenobi
- R2-D2 và C3-PO
- Lando Calrissian
- Maul
- Wedge Antilles
- Saw Gerrera